# Стадион Луиђи Ферарис
Стадион Луиђи Ферарис (итал. Stadio Luigi Ferraris), такође познат и као Мараси због локације на којем се налази, је фудбалски стадион у Ђенови, Италија.
Стадион је отворен 1911. и тиме је један од најстаријих стадиона и спортских објеката који се и даље користе у Италији. Стадион је домаћи терен ФК Ђенове од изградње, а од 1946. (када је основан) и ФК Сампдорије. Капацит стадиона је 36. 536 седећих места.
Поред фудбала, стадион је био домаћин рагби репрезентацији Италије у неколико утакмица, као и неким концертима.

## Историја
Градња стадиона је почела 1909, а свечано је отворен 22. јануара 1911. утакмицом Ђенове и Интера, стадион је тада био у власништву фудбалског и крикет клуба Ђенове, али је током Другог светског рата пребачен у власништво града.
Оригинално стадион је могао да прими око 20.000 гледалаца, а у том периоду је Ђенова три пута освајаla титулу, 1914/15, 1922/23 и 1923/24.
1. јануара 1933. током прославе четрдесет година ФК Ђенова, стадиону је дато садашње име, по Луиђи Ферарису, бившем капитену Ђенове.
До 1934. капацитет стадиона је повећан на 30.000 места, а на Светском првенству у фудбалу 1934. био је домаћин утакмице одигране 27. маја између Шпаније и Бразила (3:1).
Највећу посету на лигашкој утакмици стадион је имао 28. новембра 1982. у дербију Ђенова - Сампдорија, када је било присутно 57.815 гледалаца и још се процењује око 2.000 без купљене улазнице. А рекордна посета је била 60.000 гледалаца на утакмици одиграној 27. фебруара 1949. између репрезентација Италије и Португала.
Стадион за потребе Светског првенства у фудбалу 1990. који се одржавао у Италији, био потпуно реконструисан, када је добио данашњи облик. Између јула 1987. и септембра 1989. једна по једна трибина су биле рушене и грађене су нове, радило се у фазама да би истовремено своје утакмице могли да играју Ђенова и Сампдорија. Током Светског првенства 1990. на њему су одигране четири утакмице, три у групној фази и једна утакмица осмине финала.

## Утакмице СП које су игране на овом стадиону
Утакмице два Светска првенства у фудбалу игране на стадиону Луиђи Ферарис:

### Светско првенство у фудбалу 1934.
- Шпанија -  Бразила 3:1 (осмина финала) - 27. мај

### Светско првенство у фудбалу 1990.
- Костарика -  Шкотска 1:0 (група Ц) - 11. јун
- Шведска -  Шкотска 1:2 (група Ц) - 16. јун
- Шведска -  Костарика 1:2 (група Ц) - 20. јун
- Ирска -  Румунија 0:0, 5:4 пен. (осмина финала) - 25. јун